# Nick Dougherty
Nick Dougherty (* 24. Mai 1982 in Bootle bei Liverpool) ist ein englischer Profigolfer.
Er ist ein Protégé des sechsfachen Major-Siegers Nick Faldo und hatte eine sehr erfolgreiche Amateurkarriere mit zehn Turniersiegen und einer Teilnahme im siegreichen Team von Großbritannien & Irland im Walker Cup 2001. Im selben Jahr wurde Dougherty Berufsgolfer.
Über die Tour School im Herbst 2001 erspielte er sich die Mitgliedschaft zur European Tour und wurde in seiner ersten Saison mit dem Sir Henry Cotton Rookie of the Year Award, als bester Neuling 2002, ausgezeichnet. Im Jahr darauf erkrankte er am Pfeifferschen Drüsenfieber, was seinen weiteren Aufstieg bis 2004 unterbrach. Im Januar 2005 gelang ihm sein erster Turniersieg, bei den Caltex Masters in Singapur vor Colin Montgomerie und Maarten Lafeber. Dougherty schob sich Mitte 2005 unter die Top 100 der Golfweltrangliste und beschloss die Saison als 15. der European Tour Order of Merit. Auch in der Saison 2006 konnte er mit guten Ergebnissen aufwarten und im Oktober 2007 gewann Dougherty die angesehene Alfred Dunhill Links Championship. 2009 gewann er die BMW International Open.
Nach 2014 spielt er nur noch vereinzelt Turniergolf und ist bei Sky Sports tätig.
Nick Dougherty wurde vom berühmten Golflehrer David Leadbetter betreut. 

## European Tour Siege
- 2005 Caltex Masters presented by Carlsberg
- 2007 Alfred Dunhill Links Championship
- 2009 BMW International Open

## Teilnahmen an Teambewerben
- Seve Trophy (für Großbritannien & Irland): 2005 (Sieger), 2007 (Sieger), 2009 (Sieger)
- Royal Trophy (für Europa): 2009